# Янош Хуняди
Йоан Корвин или Янош Хуняди (на латински: Ioannes Corvinus, Ioanis de Huniad, на унгарски: Hunyadi János, на сръбски: Сибињанин Јанко, Sibinjanin Janko; Јован Хуњади, Jovan Hunjadi, на хърватски: Janko Hunjadi, на румънски: Ioan de Hunedoara; Iancu de Hunedoara), още Янош Хунияди, Ян Хунияди, Йоан Хунияд, бан Янко, Сибинян Янко и Янкула войвода, е трансилвански войвода, виден висш унгарски държавник и пълководец, Рицар на Ордена на Дракона, основан от император Сигизмунд, играл първостепенна роля в Централна Европа през 15 век при възпиране на османското нашествие. Синът на Хуняди – Матияш Корвин, става крал на Унгария. Животът и многобройните победи срещу турците на Йоан Хуняди са тясно свързани със съпротивата срещу османското нашествие в българските земи.

## Произход на името
След като бащата на Янош – Вайк, главен дворцов офицер при крал Сигизмунд – получава през 1409 г. като подарък крепостта Хуняди (замъка Хунияд или замък Корвин днес Хунедоара) в Седмоградско, семейството приема името Хунияд/Хуняди (лат: Huniad, унг: Hunyadi). Прозвището Корвин (т.е. гарванът, лат: corvus) добива и от хералдическата врана на гербовия си щит, който е гербът на Седмоградско (Трансилвания), станало негово войводство.

## Живот
Роден е през 1407 г. в болярско семейство на секеи от Влашко, преместило се по-късно в Унгария. Още като млад Янош Хуняди постъпва на служба при крал Сигизмунд. След 1433 г. Янош става дворцов рицар при краля. Участва в Хуситските войни, а през 1436 г. взема участие в чешкия поход на крал Сигизмунд, като след това е приет за член на кралския съвет. Отличен стратег и непримирим противник на турците, той се издига до генерал на унгарското кралство, избран е за един от седемте регента, а впоследствие за определен период и за единствен регент губернатор на кралството.
След смъртта на Албрехт II, Хуняди използва цялото си натрупано влияние, за да помогне за възкачването на полския крал Владислав III Ягело. Хуняди играе важна роля в развилата се гражданска война за трона и заради заслугите си е награден от Владислав III с крепостта Белград и Трансилванското войводство.
През следващите години Янош Хуняди играе важна роля във войните срещу Османската империя. Още през 1441 година той отблъсква в Трансилвания османска армия, водена от Мезид бей, който загива. През септември 1442 година край река Яломица той удържа победа над турска войска, водена от румелийския бейлербей Шехабеддин паша. Тези успехи на Хуняди намират широк отзвук в християнския свят и подпомагат изграждането на антиосмански съюз на повечето християнски съседи на османците.
През октомври 1443 г. унгарците повеждат голям кръстоносен поход срещу турците – останал в историята като Първи кръстоносен поход на Владислав III Ягело, по името на оглавилия го нов унгарски крал Владислав III под командването на Йоан Хуняди, в който се включват прогонения от владенията си поморавски деспот Георги, престолонаследникът на Търновското царство княз Фружин Шишман, чешки, български, влашки и сръбски отряди и рицари от цяла християнска Европа. Османците отстъпват, изоставяйки Ниш, Пирот и София и опожарявайки всичко по пътя си, като в същото време се прегрупират. В проходите след София на 12 декември става битката при Златица. В нея християнската войска не успява да разгроми османската отбрана, блокираща пътя към Одрин, дори в един момент животът на самия Хуняди е заплашен, което налага поради големите загуби на хора и животни в ставащата все по-студена зима при недостига на провизии и изтощението на войската, кралят на 16 декември да заповяда армията организирано да се оттегли на зимни квартири. При София на 24 декември и Драгоман тя разбива срещнатия османски авангард, а на 2 януари 1444 г. отново разгромява турците в Битката при Куновица между Пирот и Ниш и се установява за презимуване в Белград, където войските са посрещнати като победители. През лятото на 1444 г. е сключено десетгодишно примирие с Мурад II, с което, наред с другото, османците предават на деспот Георги завоюваната от тях след тримесечна обсада в 1438 г. нова крепост Смедерево.
Въпреки че, с похода на Хуняди не е постигнат желаният окончателен успех, съюзниците го възприемат като победа и са окуражени за нови действия срещу османците. Само няколко дни след сключения от унгарците договор Владислав III е убеден от папския легат Джулиано Чезарини да наруши мира и да започне нов поход срещу османците. Причина за това става и благоприятната военно-политическа обстановка – по това време обединеният папско-венецианско-бургундски флот достига Дарданелите, емирът на Караман напада османците в Анадола, а след това султан Мурад абдикира в полза на дванадесетгодишния си син Мехмед.
Около началото на октомври започва новият поход, оглавен от Владислав III, Янош Хуняди и Джулиано Чезарини. Те пресичат Дунав в района на Оршова и започват да се придвижват надолу по реката, опустошавайки съседните области без да срещат особена съпротива, с изключение на Никопол и Търново, които се опитват да превземат, но са отблъснати със значителни загуби. Оттам унгарците се насочват към Варна и успешно превземат крепостите Шумен и Провадия.
Новините за унгарския поход предизвикват паника в Одрин и Мехмед взема мерки за укрепването на града. В същото време Мурад е извикан от Маниса, където се е оттеглил, и се връща, за да оглави армията. След като достига Одрин, той оставя Мехмед начело на защитата на града, а самият той с основната армия се насочва към Несебър и оттам на север по черноморския бряг, за да пресрещне унгарската армия. В решителното сражение при Варна на 10 ноември османците успяват да надделеят, като в боя загива крал Владислав III, а Хуняди е принуден да се оттегли на запад.
В края на лятото на 1445 година съюзниците организират нов кръстоносен поход. Бургундски флот навлиза в Дунав и с влашка помощ завзема Тутракан, Гюргево и Русе, след което се среща с войските на Янош Хуняди при Никопол, но придвижването към града на османски подкрепления принуждава съюзниците да се оттеглят.
През лятото на 1448 година Янош Хуняди, в съюз с Влашко и със Скендербег в Албания, започва поредна кампания срещу османците. През октомври Янош Хуняди с основната унгарска армия се придвижва на юг през Поморавието към Косово, вероятно за да обедини войските си с тези на Скендербег, а в същото време Мурад тръгва от София през Ниш и стига до Куршумлия, където научава за разположението на вражеските войски. В последвалата Втора Косовска битка Хуняди претърпява поражение, което задълго слага край на унгарските нападения срещу османците.
През късната есен на 1452 г., когато стават ясни плановете на султан Мехмед II да обсади и превземе Константинопол, Янош Хунияди официално иска от византийския император Константин Палеолог Драгаш да му отстъпи град Несебър. Градът според плановете на Хунияди е трябвало да се превърне в унгарска морска база, където да акостират кораби, натоварени с унгарски войски. От Несебър те е трябвало да окажат помощ на обсадената византийска столица. Византийският император тайно от приближените си изпълнява това искане и отстъпва на Унгария Несебър със специален хрисовул, занесен в унгарската столица твърде късно, за да се помогне на агонизиращия Константинопол. Така се проваля опитът на най-заслужилия борец срещу османската експанзия през XV в. българското черноморско крайбрежие и в частност Несебър да станат база за нова офанзива срещу раждащата се османска империя.
През есента на 1454 година Хуняди ръководи поход в Поморавието, отблъсквайки османците от две завзети от тях през лятото крепости. През следващата година унгарците започват да се готвят за война, но султан Мехмед II успява да вземе инициативата и в началото на юли 1456 година обсажда ключовата гранична крепост Белград. Към града е придвижено голямо количество артилерия, а в река Дунав са построени кораби, които на 14 юли са унищожени от унгарския флот. На следващия ден османците щурмуват крепостта, но са отблъснати, а в същото време в града влизат значителни подкрепления, водени от Янош Хуняди. На 21 юли османците успяват да преминат външната градска стена, но претърпяват тежки загуби във вътрешността на града, а унгарците провеждат успешна контраатака в техния лагер. На следващия ден раненият султан Мехмед вдига обсадата и се оттегля.
Малко след успешния край на обсадата, на 11 август 1456 година, Янош Хуняди умира от чума в Белград. Той е погребан в католическата катедрала „Св. Архангел Михаил“ в Алба Юлия, до своя по-голям брат, който умира в битка за Унгария през 1440 г.

## Памет
В българския фолклор паметта на Хуняди е запазена в епичните песни за героя Янкул(а) войвода, заедно със Секула детенце, измислен герой, който може би е вдъхновен от племенника на Хуняди, Томас Секели.
Днес неговото име носи един от най-големите булеварди във Варна, минаващ покрай Парк-музей „Владислав Варненчик“. Твърде възможно е Ян Хуняди да е легендарният бан Янука, отбранявал героически София от османците, т.к. именно той преминава с обединените християнски сили клисурата край Драгоман, освобождавайки София през декември 1443 г., но е принуден заради зимата през февруари на следващата 1444 да се оттегли към Ниш.